# Groupe de NGC 7410
Le groupe de NGC 7410 est un trio de galaxies situé dans les constellations de la Grue. La distance moyenne entre ce groupe et la Voie lactée est d'environ 22,7 Mpc (∼74 millions d'al).
En plus de groupe de NGC 7410, il y a plusieurs groupes de galaxies dans cette région du ciel soit le groupe de NGC 7421, le groupe de NGC 7582, le groupe d'IC 1459 et le groupe d'IC 5264. Il n'est pas rare de voir, selon les sources consultées, une galaxie membre de deux ou même trois groupes. Ce n'est cependant pas le cas pour les trois galaxies de ce trio.

## Membres
Le tableau ci-dessous liste les trois galaxies du groupe indiquées dans l'article de Fouque, Proust, Quintana et Ramirez publié en 1993
| Nom        | Class.             | Type           | α (J2000.0)     | δ (J2000.0)      | Vitesse radiale (km/s) | m            | Distance (Mpc) | Diamètre (kal) |
| ---------- | ------------------ | -------------- | --------------- | ---------------- | ---------------------- | ------------ | -------------- | -------------- |
| NGC 7404   | SAB(s)0-?          | Lenticulaire   | 22h 54m 18.610s | -39° 18′ 83.80″  | 1909 ± 16              | 12,8         | 24,4 ± 1,8     | 72             |
| NGC 7410   | SB(s)a             | Spirale barrée | 22h 55m 00.950s | -39° 39′ 40.80″  | 1790 ± 3               | 12,8         | 22,7 ± 1,6     | 281            |
| ESO 346-25 | (R')SB(r)0^0^? pec | Lenticulaire   | 23h 02m 07.25s  | -41° 09′ 56.7.1″ | 1675 ± 30              | 13,88 ± 0,09 | 21,1 ± 1,6     | 36             |

Le site DeepskyLog permet de trouver aisément les constellations des galaxies mentionnées dans ce tableau ou si elles ne s'y trouvent pas, l'outil du site constellation permet de le faire à l'aide des coordonnées de la galaxie. Sauf indication contraire, les données proviennent du site NASA/IPAC. 